# گلیکوپیرونیوم برومید
گلیکوپیرونیوم برومید (انگلیسی: Glycopyrronium bromide)نوعی دارو از گروه ترکیبات آنتی کولینرژیک موسکارینی است که برای درمان تعریق بیش از حد، سندرم منییر، ترشح بیش از حد بزاق و نیز در بیهوشی پیش از عمل جراحی برای کاهش ترشحات بزاقی، حلقی و تراکئوبرونشیال استفاده می‌شود.
این دارو در فرم استنشاقی برای درمان COPD کاربرد دارد.